# Ctònies
Les Ctònies (en grec antic: Χθονία, llatí: Cthonia) eren un festival de l'antiga Grècia que se celebrava a la ciutat d'Hermíona en honor de Demèter Ctònia, un apel·latiu que la invocava com a divinitat ctònica, relacionant-la amb l'inframon, que també s'atribuïa a divinitats com Hècate, Nix i Melínoe.
Pausànies descriu breument aquest festival, que se celebrava cada any i es feia a l'estiu. Consistia en una processó encapçalada pels sacerdots de tots els déus i pels magistrats d'aquell any, que eren seguits per homes i dones i fins i tot per nois i noies, tots vestits amb roba blanca i flors al cap que en deien cosmosàndal, probablement jacints que recordaven la prematura mort de Jacint.
A la processó la segueixen uns homes que porten una vaca lligada amb cordes, encara brava, i quan arriben al temple la deslliguen perquè entri per ella mateixa, mentre altres aguanten les portes obertes, i quan ja ha entrat, les tanquen. Quatre dones velles que es troben dins del santuari la sacrifiquen. Per sorteig trien qui l'ha de matar, i ho fa amb una falç. Obren les portes, i els encarregats de fer-ho porten una segona vaca, i després una tercera i una quarta, que les velles maten de la mateixa manera. El sacrifici presenta una característica, i és que cap al costat on cau la primera vaca han de caure totes les altres. Davant del temple hi ha algunes estàtues que representen les dones que han estat sacerdotesses i uns seients on esperen les velles abans d'iniciar-se el ritual. Pausànies diu que allò que veneren més que cap altra cosa, ell no ho va arribar a veure, ni cap altre home d'Hermíona ni cap estranger, i només les velles saben de què es tracta. Alguns habitants d'Hermíona es van establir a Messènia i van portar el costum a Lacedemònia.